# Naucoria
Naucoria (Fr.) P. Kumm. (olszóweczka) – rodzaj grzybów z rodziny Hymenogastraceae.

## Charakterystyka
Niewielkie grzyby kapeluszowe o kapeluszu i trzonie mającym barwę od żółtobrązowgo przez brązowy do czerwonobrązowego. Kapelusz początkowo wypukły, potem płaski, zazwyczaj bez garbka, higrofaniczny, w stanie wilgotnym zwykle o brzegu prześwitującym i prążkowanym, w stanie suchym dużo jaśniejszym, o powierzchni włókienkowatej lub aksamitnej. Brzegu kapelusza i trzon często pokryte nietrwałymi, włókienkowatymi resztkami osłony. Wysyp zarodników ciemnobrązowy. Zarodniki dość duże, zazwyczaj o średnicy powyżej 10 µm, migałowate lub cytrynowate, rzadko gładkie, zwykle mniej lub bardziej szorstkie, bez pory rostkowej. Podstawki 4- lub 2-zarodnikowe. Cystydy o rozszerzonej podstawie i długiej szyjce zakończonej tępo, główkowato lub zaostrzonej. Cheilocystydy liczne, pleurocystydy i kaulocystydy podobne do nich.
Niektóre gatunki to grzyby mykoryzowe. Często występują w olsach, ale niektóre spotykane są na wypaleniskach, torfowiskach i w strefie alpejskiej.

## Systematyka i nazewnictwo
Pozycja w klasyfikacji według Index Fungorum: Hymenogastraceae, Agaricales, Agaricomycetidae, Agaricomycetes, Agaricomycotina, Basidiomycota, Fungi.
Synonimy: Agaricus trib. Naucoria Fr., Alnicola Kühner, Naucoria subgen. Alnicola (Kühner) R. Heim.
Polską nazwę nadał Władysław Wojewoda w 1999 r., Franciszek Błoński używał nazwy mięsicha.
Gatunki występujące w Polsce:
- Naucoria amarescens Quél. 1883
- Naucoria alnetorum (Maire) Kühner & Romagn. 1953 – olszóweczka czerwonobrązowa[5]
- Naucoria bohemica Velen. 1921 – olszóweczka czeska
- Naucoria cerodes (Fr.) P. Kumm. 1872 – olszóweczka woskowata
- Naucoria escharioides (Fr.) P. Kumm. 1871[6] – olszóweczka miodowożółta
- Naucoria luteolofibrillosa (Kühner) Kühner & Romagn. 1953 – olszóweczka włóknista
- Naucoria paludosa Peck 1888[7]
- Naucoria salicis P.D. Orton 1960 – olszóweczka wierzbowa
- Naucoria silvae-novae D.A. Reid 1984[7]
- Naucoria scolecina (Fr.) Quél. 1875 – olszóweczka szerokoblaszkowa
- Naucoria spadicea D.A. Reid 1984 – olszóweczka wierzbolubna
- Naucoria striatula P.D. Orton 1960 – olszóweczka prążkowana
- Naucoria suavis Bres. 1884 – olszóweczka pachnąca[7]
- Naucoria subconspersa Kühner ex P.D. Orton 1960 – olszóweczka łuseczkowata

Nazwy naukowe na podstawie Index Fungorum. Nazwy polskie i wykaz gatunków według Władysława Wojewody i innych.